# 鳳凰倶往
鳳凰 倶往（ほうおう ともみち、1956年12月7日 - 2013年1月16日）は、愛知県蒲郡市出身で二所ノ関部屋に所属した大相撲力士。本名は壁谷 友道（かべや ともみち）。最高位は東関脇（1984年7月場所）。現役時代の体格は180cm、152kg。得意手は左四つ、寄り、上手投げ。

## 来歴・人物
蒲郡市立西浦中学校では柔道部に在籍し、主に地元の大会で活躍した。柔道部の13年先輩である玉の海に憧れて大相撲入りを待望していたところ、中学3年生の時に当時の濱風親方（元前頭11・宮柱）の勧誘を受け、二所ノ関部屋に入門。1971年9月場所で初土俵を踏んだ。当初の四股名は本名と同じ「壁谷」。
なお、皮肉にもこの場所を最後に玉の海は虫垂炎の悪化による腹膜炎で急逝し、結果として壁谷と玉の海が同じ現役の土俵に立った唯一の場所となった。翌11月場所では、番付からも消滅した玉の海と入れ替わるように、序ノ口力士として初めて番付にその四股名が掲載された。
壁谷が入門した1971年9月場所当時は中学在学中の入門が許可されていたが、翌11月場所中に中学在学中の本場所出場が問題になり、壁谷ら「中学生力士」は、すべて当場所中日終了後に帰京させられ、翌年1月場所以降、義務教育を修了するまでの間は東京場所（1月・5月・9月）の日曜日3番のみ出場が許可され、地方場所は出場を許可されなかった。ちなみに同様の経緯で東京場所の日曜日のみ出場した経験を持つ力士は壁谷の他、後の大関・琴風や後の小結・大徹、後の前頭2枚目・斉須らがいる。
三段目時代の1974年1月、明治時代に活躍した大関にちなむ「鳳凰」に改名。同年11月場所では幕下に進み、以降は3年半ほど幕下にいたが1978年5月場所で新十両に昇進、そして1979年、7月場所にて22歳で新入幕を果たした。
入幕後は腰の重さを利して、2代目若乃花から2個（1980年7月場所初日・1981年1月場所3日目、いずれも上手投げ）、千代の富士から1個（1985年3月場所5日目、下手投げ）の金星を獲得するなど、しばしば上位陣を食う活躍をし、小結（1980年11月場所）と関脇（1984年7月場所）に1場所ずつ在位した。
左四つからの上手投げや寄りを得意としたが、なまくら四つで右四つでも相撲が取れた。その反面、攻めに厳しさがなく、上位に定着できなかった。大勝ちが少なかったがゆえに三賞とは縁がなく、西前頭7枚目で10勝を挙げた1980年9月場所と、東前頭2枚目で大関・朝潮に上手投げで破る（2日目）活躍をした1984年5月場所では三賞候補に挙がったが、いずれも受賞を逸した。三賞制度ができてから入幕した最高位関脇の力士で、三賞受賞歴が無いまま引退した力士は2023年7月現在も鳳凰のみである。1983年9月場所と翌11月場所の2場所連続で十両優勝を遂げたが、十両に陥落した元三役力士でこれを成した例は、鳳凰の他に元関脇・益荒雄や元関脇・鷲羽山など数少ない。
1987年は不振に陥り同年5月場所では幕下8枚目まで番付を落としたが挽回し、1988年11月場所では19場所ぶりに幕内に返り咲き、1989年1月場所まで計34場所幕内を務めた。
東十両5枚目で迎えた1989年5月場所では15戦全敗を喫し、翌7月場所で幕下へ陥落して以降は関取に復帰する事ができず、幕下53枚目まで番付を下げていた1990年5月場所限り、33歳で廃業した。
上述の15戦全敗を喫し幕下へ陥落した直後の1989年7月場所は西幕下6枚目で迎えたが、4日目に貴花田（後の第65代横綱・貴乃花光司、当時16歳）と対戦し、勝利を挙げた。鳳凰は貴乃花の実父である大関・貴ノ花利彰とも対戦し勝利したことがあり（1979年11月場所7日目・寄り倒し）、「花田親子」の両方から白星を挙げるという珍しい記録を残す形となった。尚、貴乃花の実兄である若花田（後の第66代横綱・3代若乃花）とは対戦することなく現役を終えた。
廃業後は主に東京都中央区築地の企業に勤務し、一時間垣部屋でコーチも務めていた。2005年1月時点では、会社に勤めながらアマチュア相撲を指導していたと伝わっている。晩年の6年間は帰郷して、蒲郡市内で生活していたという。
2013年1月16日、心臓疾患のため死去した。56歳没。喪主は鳳凰の母親が務めた。

## 主な成績・記録
- 通算成績：622勝631敗26休 勝率.496
- 幕内成績：218勝277敗15休 勝率.440
- 現役在位：112場所
- 幕内在位：34場所
- 三役在位：2場所（関脇1場所（1984年7月場所）、小結1場所（1980年11月場所））
- 三賞：無し
- 金星：3個（2代若乃花2個、千代の富士1個）
- 各段優勝
  - 十両優勝：4回（1981年9月場所、1983年9月場所、1983年11月場所、1987年11月場所）[1]
  - 幕下優勝：1回（1986年3月場所）

### 場所別成績
| | 一月場所 初場所（東京） | 三月場所 春場所（大阪）  | 五月場所 夏場所（東京） | 七月場所 名古屋場所（愛知） | 九月場所 秋場所（東京） | 十一月場所 九州場所（福岡） |
| --- | ----------------------- | ------------------------ | ----------------------- | --------------------------- | ----------------------- | --------------------------- |
| 1971年 （昭和46年） | x                       | x                        | x                       | x                           | （前相撲）              | 東序ノ口5枚目 2–2           |
| 1972年 （昭和47年） | 西序二段90枚目 3–0      | 東序二段37枚目 –         | 東序二段37枚目 4–3      | 東序二段15枚目 1–6          | 西序二段40枚目 3–4      | 東序二段48枚目 4–3          |
| 1973年 （昭和48年） | 西序二段30枚目 4–3      | 西序二段18枚目 3–4       | 西序二段27枚目 4–3      | 東序二段9枚目 3–4           | 東序二段29枚目 6–1      | 東三段目67枚目 4–3          |
| 1974年 （昭和49年） | 東三段目54枚目 4–3      | 東三段目43枚目 5–2       | 西三段目17枚目 3–4      | 西三段目26枚目 4–3          | 西三段目12枚目 5–2      | 西幕下48枚目 5–2            |
| 1975年 （昭和50年） | 東幕下27枚目 2–5        | 東幕下44枚目 4–3         | 西幕下34枚目 3–4        | 西幕下42枚目 3–4            | 西幕下54枚目 4–3        | 西幕下44枚目 4–3            |
| 1976年 （昭和51年） | 西幕下36枚目 4–3        | 東幕下32枚目 3–4         | 東幕下44枚目 3–4        | 東幕下53枚目 5–2            | 東幕下33枚目 4–3        | 西幕下23枚目 3–4            |
| 1977年 （昭和52年） | 東幕下33枚目 5–2        | 西幕下17枚目 4–3         | 東幕下13枚目 3–4        | 西幕下18枚目 5–2            | 西幕下10枚目 2–5        | 東幕下29枚目 6–1            |
| 1978年 （昭和53年） | 西幕下11枚目 5–2        | 西幕下2枚目 5–2          | 西十両11枚目 10–5       | 西十両5枚目 8–7             | 東十両3枚目 8–7         | 西十両2枚目 4–11            |
| 1979年 （昭和54年） | 西十両10枚目 8–7        | 西十両8枚目 8–7          | 東十両4枚目 10–5        | 東前頭13枚目 8–7            | 東前頭9枚目 9–6         | 東前頭4枚目 4–11            |
| 1980年 （昭和55年） | 西前頭12枚目 8–7        | 東前頭9枚目 8–7          | 東前頭6枚目 8–7         | 東前頭筆頭 5–10 ★           | 西前頭7枚目 10–5        | 東小結 4–11                 |
| 1981年 （昭和56年） | 東前頭5枚目 6–9 ★       | 東前頭8枚目 6–9          | 西前頭10枚目 2–13       | 西十両7枚目 8–7             | 西十両5枚目 優勝 11–4   | 西前頭11枚目 9–6            |
| 1982年 （昭和57年） | 西前頭5枚目 6–9         | 西前頭6枚目 5–10         | 西前頭11枚目 8–7        | 西前頭7枚目 6–9             | 東前頭11枚目 9–6        | 東前頭5枚目 6–9             |
| 1983年 （昭和58年） | 東前頭8枚目 5–10        | 東前頭12枚目 休場 0–0–15 | 東十両10枚目 9–6        | 西十両5枚目 6–9             | 東十両9枚目 優勝 13–2   | 西十両筆頭 優勝 11–4        |
| 1984年 （昭和59年） | 東前頭10枚目 8–7        | 東前頭6枚目 8–7          | 東前頭2枚目 8–7         | 東関脇 4–11                 | 西前頭4枚目 5–10        | 東前頭11枚目 8–7            |
| 1985年 （昭和60年） | 東前頭7枚目 8–7         | 東前頭3枚目 5–10 ★       | 西前頭8枚目 6–9         | 東前頭13枚目 9–6            | 西前頭5枚目 4–11        | 東十両筆頭 2–13             |
| 1986年 （昭和61年） | 東十両12枚目 5–10       | 東幕下4枚目 優勝 7–0     | 東十両11枚目 9–6        | 東十両6枚目 11–4            | 西十両筆頭 5–10         | 西十両6枚目 5–10            |
| 1987年 （昭和62年） | 東十両13枚目 5–10       | 西幕下3枚目 3–4          | 東幕下8枚目 5–2         | 東幕下3枚目 5–2             | 東十両13枚目 9–6        | 西十両7枚目 優勝 12–3       |
| 1988年 （昭和63年） | 西十両筆頭 4–11         | 西十両6枚目 7–8          | 西十両9枚目 9–6         | 東十両4枚目 8–7             | 西十両2枚目 10–5        | 東前頭13枚目 8–7            |
| 1989年 （平成元年） | 東前頭9枚目 5–10        | 西十両筆頭 6–9           | 東十両5枚目 0–15        | 西幕下6枚目 3–4             | 東幕下10枚目 2–5        | 東幕下23枚目 6–1            |
| 1990年 （平成2年） | 東幕下8枚目 2–5         | 西幕下23枚目 1–2–4       | 西幕下53枚目 引退 0–0–7 | x                           | x                       | x                           |
| 各欄の数字は、「勝ち-負け-休場」を示す。 優勝 引退 休場 十両 幕下 三賞：敢=敢闘賞、殊=殊勲賞、技=技能賞 その他：★=金星 番付階級：幕内 - 十両 - 幕下 - 三段目 - 序二段 - 序ノ口 幕内序列：横綱 - 大関 - 関脇 - 小結 - 前頭（「#数字」は各位内の序列） |                         |                          |                         |                             |                         |                             |

- 1971年11月から1972年3月までは中学生だったため、特別扱い。

## 幕内対戦成績
| 力士名   | 勝数 | 負数 | 力士名     | 勝数 | 負数 | 力士名   | 勝数 | 負数 | 力士名   | 勝数 | 負数 |
| -------- | ---- | ---- | ---------- | ---- | ---- | -------- | ---- | ---- | -------- | ---- | ---- |
| 青葉城   | 5    | 4    | 青葉山     | 3    | 7    | 朝潮     | 5    | 9    | 旭富士   | 3    | 1    |
| 天ノ山   | 2    | 2    | 荒勢       | 1    | 2    | 板井     | 4    | 1    | 岩波     | 2    | 3    |
| 大潮     | 2    | 6    | 巨砲       | 4    | 9    | 大錦     | 3    | 4    | 大乃国   | 3    | 1    |
| 大豊     | 1    | 1    | 魁輝       | 10   | 5    | 影虎     | 0    | 1    | 北尾     | 0    | 1    |
| 北勝鬨   | 0    | 1    | 北の湖     | 0    | 10   | 騏ノ嵐   | 2    | 1    | 旭道山   | 0    | 1    |
| 霧島     | 2    | 1    | 蔵間       | 9    | 8    | 黒瀬川   | 5    | 3    | 黒姫山   | 3    | 1    |
| 高望山   | 3    | 7    | 琴稲妻     | 1    | 1    | 琴ヶ梅   | 1    | 0    | 琴風     | 2    | 5    |
| 琴千歳   | 1    | 1    | 琴乃富士   | 1    | 0    | 琴富士   | 0    | 2    | 琴若     | 2    | 1    |
| 小錦     | 0    | 1    | 斉須       | 4    | 1    | 蔵玉錦   | 5    | 3    | 佐賀昇   | 1    | 0    |
| 逆鉾     | 6    | 1    | 佐田の海   | 1    | 9    | 薩洲洋   | 1    | 1    | 嗣子鵬   | 5    | 2    |
| 陣岳     | 4    | 2    | 神幸       | 5    | 0    | 太寿山   | 2    | 9    | 大飛     | 0    | 1    |
| 隆の里   | 0    | 10   | 貴ノ浜     | 1    | 1    | 孝乃富士 | 1    | 1    | 隆三杉   | 6    | 3    |
| 高見山   | 8    | 4    | 多賀竜     | 1    | 8    | 谷嵐     | 1    | 0    | 玉ノ富士 | 3    | 5    |
| 玉龍     | 1    | 2    | 千代の富士 | 3    | 5    | 寺尾     | 0    | 2    | 出羽の花 | 4    | 6    |
| 闘竜     | 7    | 8    | 栃赤城     | 4    | 4    | 栃司     | 2    | 2    | 栃剣     | 8    | 3    |
| 栃乃和歌 | 0    | 1    | 栃光       | 2    | 9    | 蜂矢     | 3    | 1    | 花乃湖   | 0    | 1    |
| 播竜山   | 0    | 2    | 飛騨乃花   | 8    | 2    | 富士櫻   | 0    | 7    | 藤ノ川   | 0    | 2    |
| 富士乃真 | 1    | 0    | 双津竜     | 0    | 3    | 北天佑   | 1    | 5    | 保志     | 0    | 2    |
| 増位山   | 1    | 4    | 舛田山     | 6    | 10   | 益荒雄   | 0    | 1    | 三重ノ海 | 0    | 2    |
| 三杉磯   | 4    | 4    | 三杉里     | 0    | 1    | 水戸泉   | 1    | 3    | 豊山     | 3    | 1    |
| 若獅子   | 1    | 0    | 若嶋津     | 0    | 2    | 若瀬川   | 0    | 1    | 若乃花   | 2    | 3    |
| 若の富士 | 2    | 2    | 輪島       | 0    | 2    | 鷲羽山   | 2    | 2    |          |      |      |

## 改名歴
- 壁谷 友道（かべや ともみち）1971年11月場所 - 1973年11月場所
- 鳳凰 倶往（ほうおう -）1974年1月場所 - 1990年5月場所